# Qualificazioni al campionato mondiale di calcio 1990 - OFC
Sono elencate di seguito le date e i risultati della zona oceanica (OFC) per le qualificazioni al mondiale del 1990.

## Formula
5 membri FIFA si contendono l'accesso allo spareggio intercontinentale contro la vincente del CONMEBOL peggio classificata nella sua confederazione. Oltre alle squadre appartenente alla federazione OFC ( Australia,  Figi e  Nuova Zelanda), la FIFA aggiunge al percorso di qualificazione 2 squadre non-OFC:  Israele e  Taipei cinese.
Le qualificazioni si dividono in due turni: nel primo turno, le squadre si sfidano con partite di andata e ritorno; le due vincenti formeranno un gruppo assieme all' Israele, con partite di andata e ritorno. La vincente del gruppo gioca lo spareggio intercontinentale contro la vincente del CONMEBOL peggio classificata nella sua confederazione.

## Primo turno
| Data             | Luogo     | Squadra 1 | Risultato | Squadra 2 |
| ---------------- | --------- | --------- | --------- | --------- |
| 26 novembre 1988 | Nadi      | Figi      | 1 - 0     | Australia |
| 3 dicembre 1988  | Newcastle | Australia | 5 - 1     | Figi      |

| Data             | Luogo      | Squadra 1     | Risultato | Squadra 2     |
| ---------------- | ---------- | ------------- | --------- | ------------- |
| 11 dicembre 1988 | Wellington | Taipei cinese | 0 - 4     | Nuova Zelanda |
| 15 dicembre 1988 | Wellington | Nuova Zelanda | 4 - 1     | Taipei cinese |

 Australia e  Nuova Zelanda qualificate.

## Secondo turno
| Data           | Luogo    | Squadra 1     | Risultato | Squadra 2     |
| -------------- | -------- | ------------- | --------- | ------------- |
| 5 marzo 1989   | Tel Aviv | Israele       | 1 - 0     | Nuova Zelanda |
| 12 marzo 1989  | Sydney   | Australia     | 4 - 1     | Nuova Zelanda |
| 19 marzo 1989  | Tel Aviv | Israele       | 1 - 1     | Australia     |
| 2 aprile 1989  | Auckland | Nuova Zelanda | 2 - 0     | Australia     |
| 9 aprile 1989  | Auckland | Nuova Zelanda | 2 - 2     | Israele       |
| 16 aprile 1989 | Sydney   | Australia     | 1 - 1     | Israele       |

| Pos | Squadra       | Pti | G | V | N | P | GF | GS | DR |
| --- | ------------- | --- | - | - | - | - | -- | -- | -- |
| 1   | Israele       | 5   | 4 | 1 | 3 | 0 | 5  | 4  | +1 |
| 2   | Australia     | 4   | 4 | 1 | 2 | 1 | 6  | 5  | +1 |
| 3   | Nuova Zelanda | 3   | 4 | 1 | 1 | 2 | 5  | 7  | -2 |

 Israele qualificato allo spareggio con la  Colombia (terza vincente del CONMEBOL, peggio classificata nella sua confederazione).